# Parves et Nattages
Parves et Nattages ist eine französische Gemeinde im Département Ain in der Region Auvergne-Rhône-Alpes. Sie gehört dort zum Kanton Belley im Arrondissement Belley.

## Lage
Das Gemeindegebiet von Parves et Nattages nimmt einen Großteil der „Binneninsel“ ein, die von der Rhône im Osten und Süden und dem Rhône-Umleitungskanal (Canal de Dérivation du Rhône) im Nordwesten gebildet wird. Das Gelände ist von Hügeln geprägt und erreicht im Bergzug Montagne de Parves im Westen der Gemeinde am Gipfel des Mont Chevreauy 631 m über dem Meer. Die Rhône tritt an der südlichen Gemeindegrenze in die markante Schlucht Gorge de la Balme ein. Nachbargemeinden sind Massignieu-de-Rives im Norden, Yenne im Osten und im Süden, La Balme im Südwesten, Virignin und Belley im Westen sowie Magnieu im Nordwesten.

## Geschichte
Parves et Nattages entstand als Commune nouvelle durch ein Dekret vom 24. Dezember 2015 mit Wirkung vom 1. Januar 2016, indem die bisherigen Gemeinden Parves und Nattages zusammengelegt wurden. Diese sind seither Communes déléguées. Parves ist der Hauptort (Chef-lieu).

### Bevölkerungsentwicklung
| Jahr                                                                  | 1962 | 1968 | 1975 | 1982 | 1990 | 1999 | 2010 | 2021 |
| Einwohner                                                             | 432  | 384  | 402  | 515  | 608  | 713  | 949  | 955  |
| Quellen: Cassini und INSEE (bis 2010 Addition der Vorgängergemeinden) |      |      |      |      |      |      |      |      |

## Sehenswürdigkeiten
- Kirche Saint-Pierre im Ortsteil Parves
- Kirche Saint-Pierre im Ortsteil Nattages
- Schloss Bochard
- Schloss Marnix
- mehrere ehemals öffentliche Waschhäuser (lavoirs)

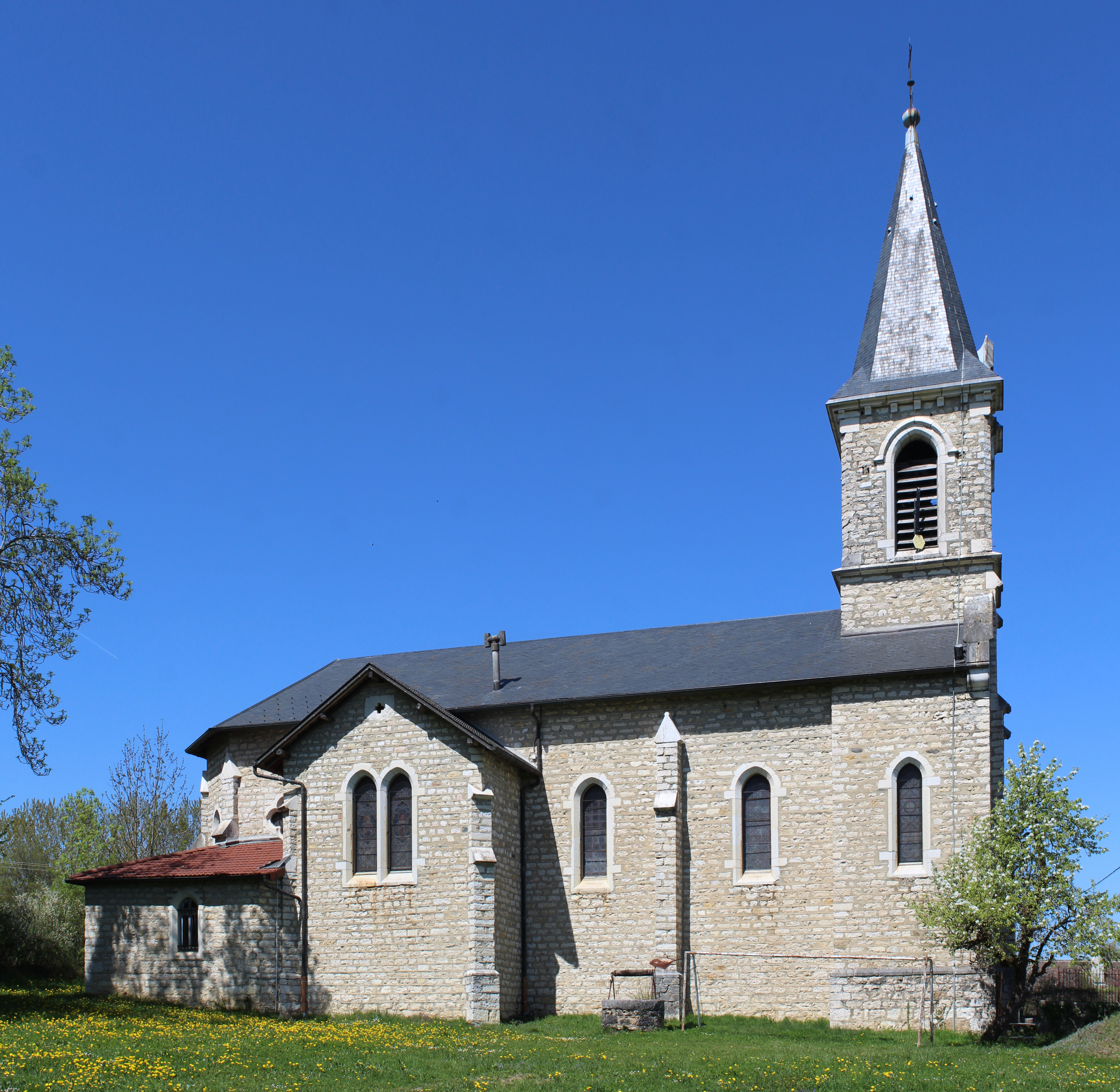
Kirche Saint-Pierre in Parves
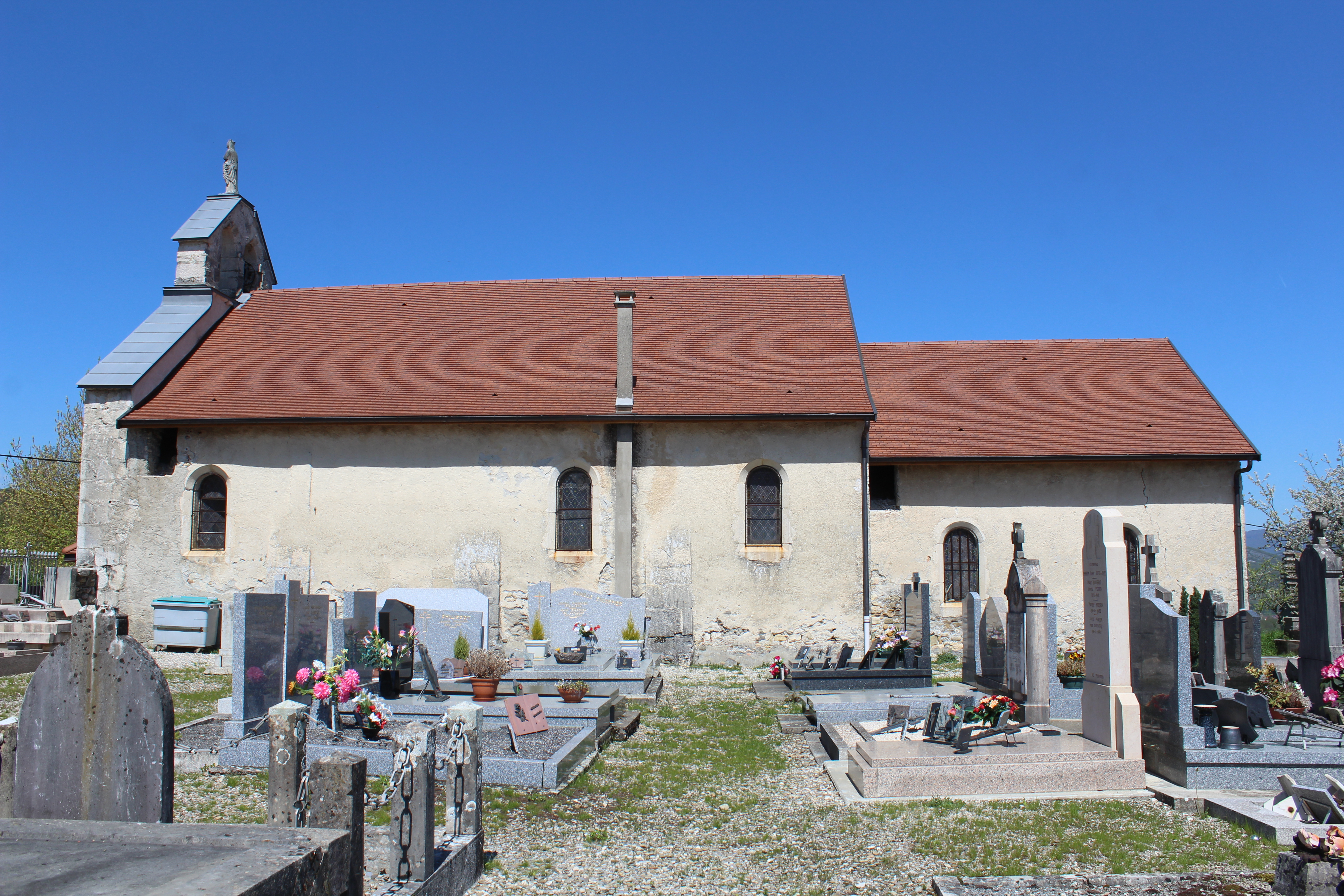
Kirche Saint-Pierre in Nattages
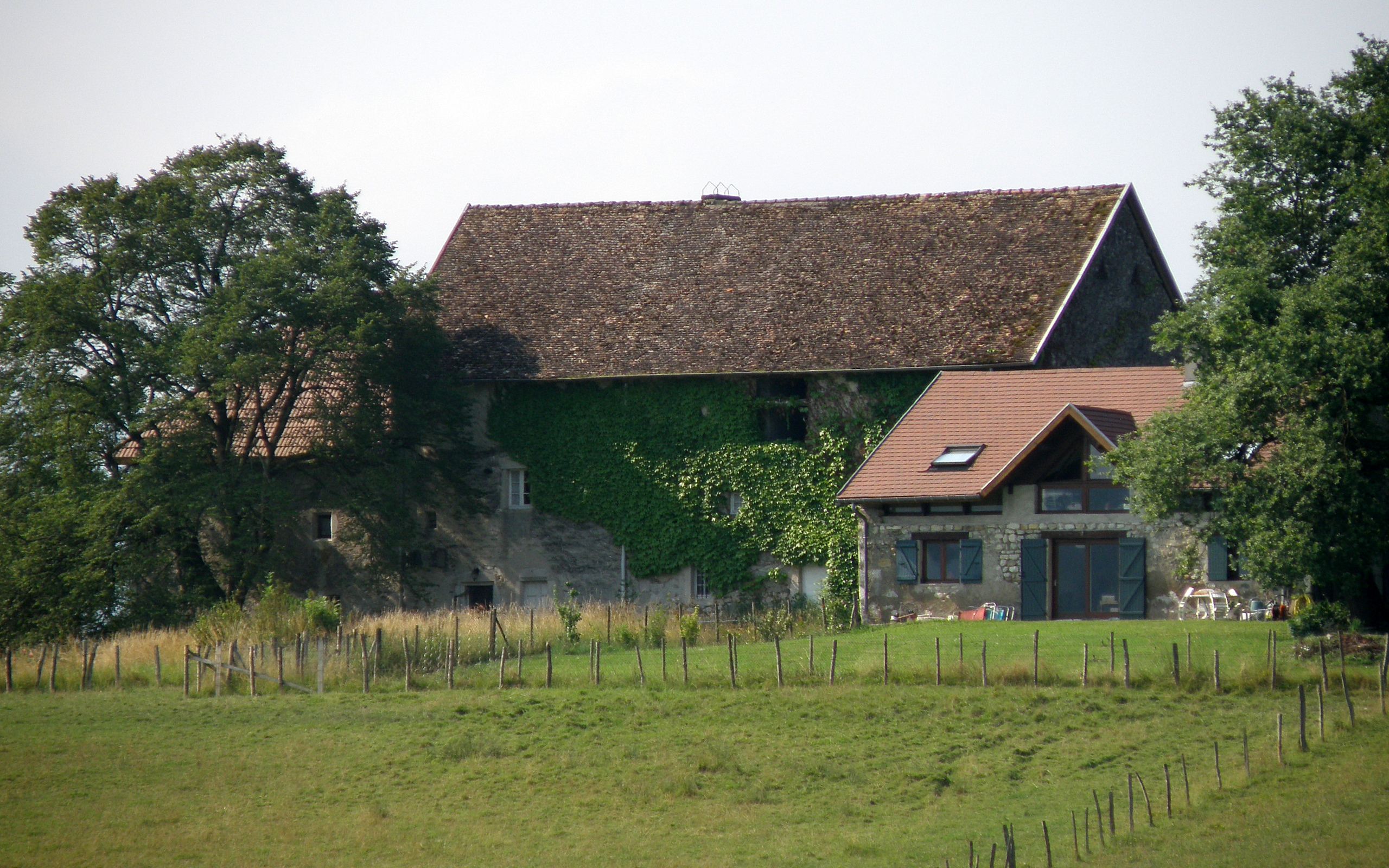
Schloss Bochard
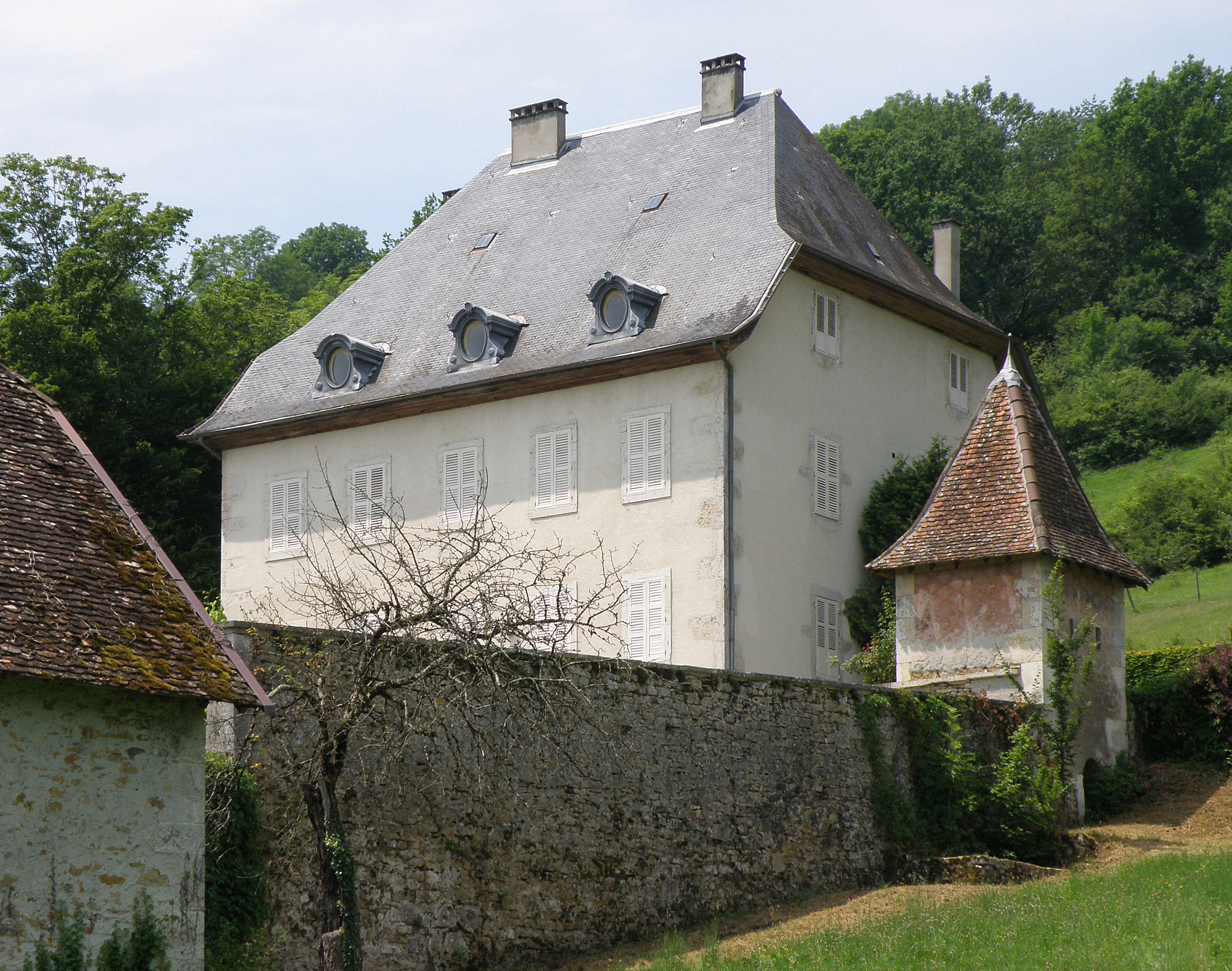
Schloss Marnix
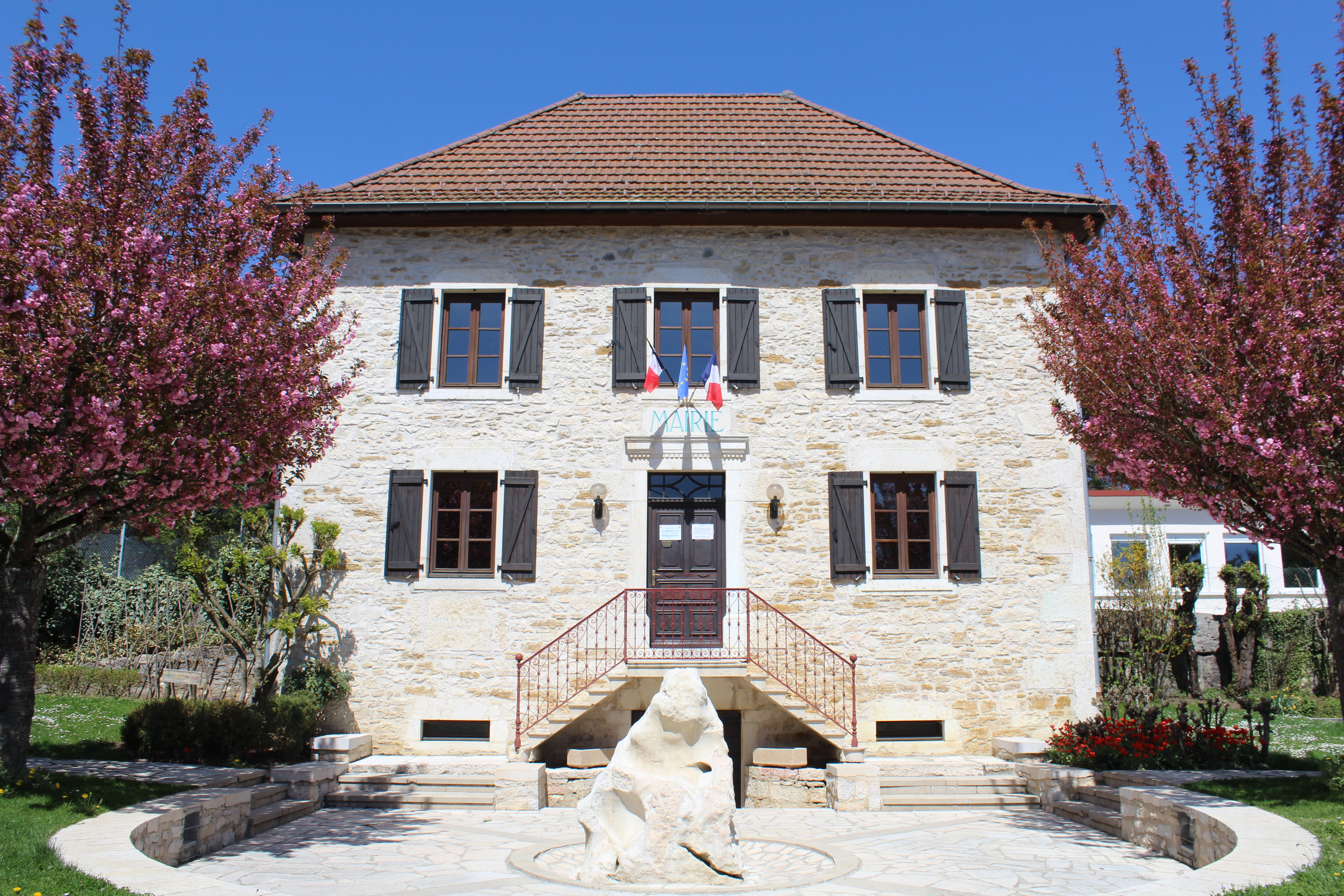
Rathaus (mairie)

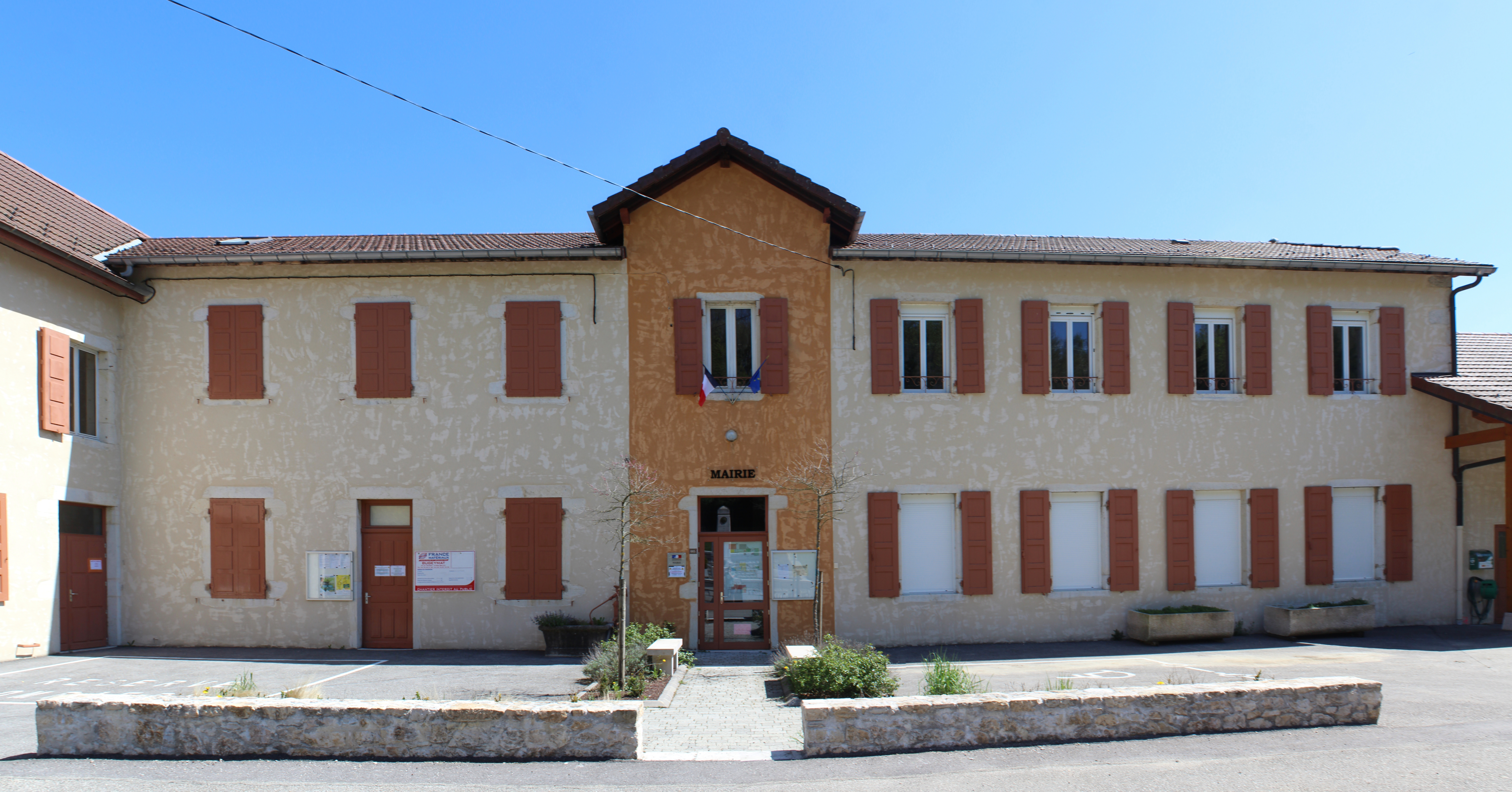
Ehemaliges Rathaus von Nattages
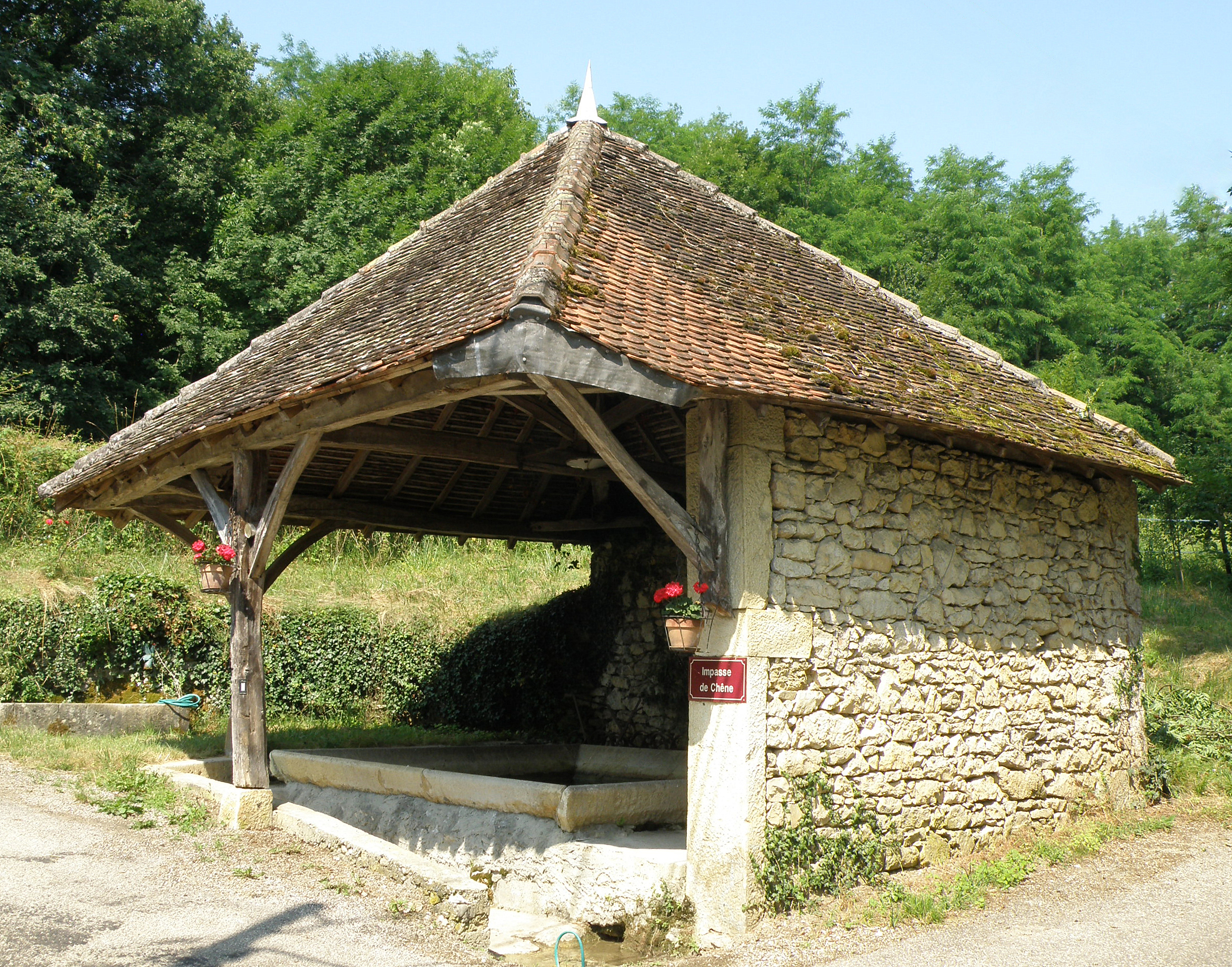
Lavoir im Ortsteil Charmont
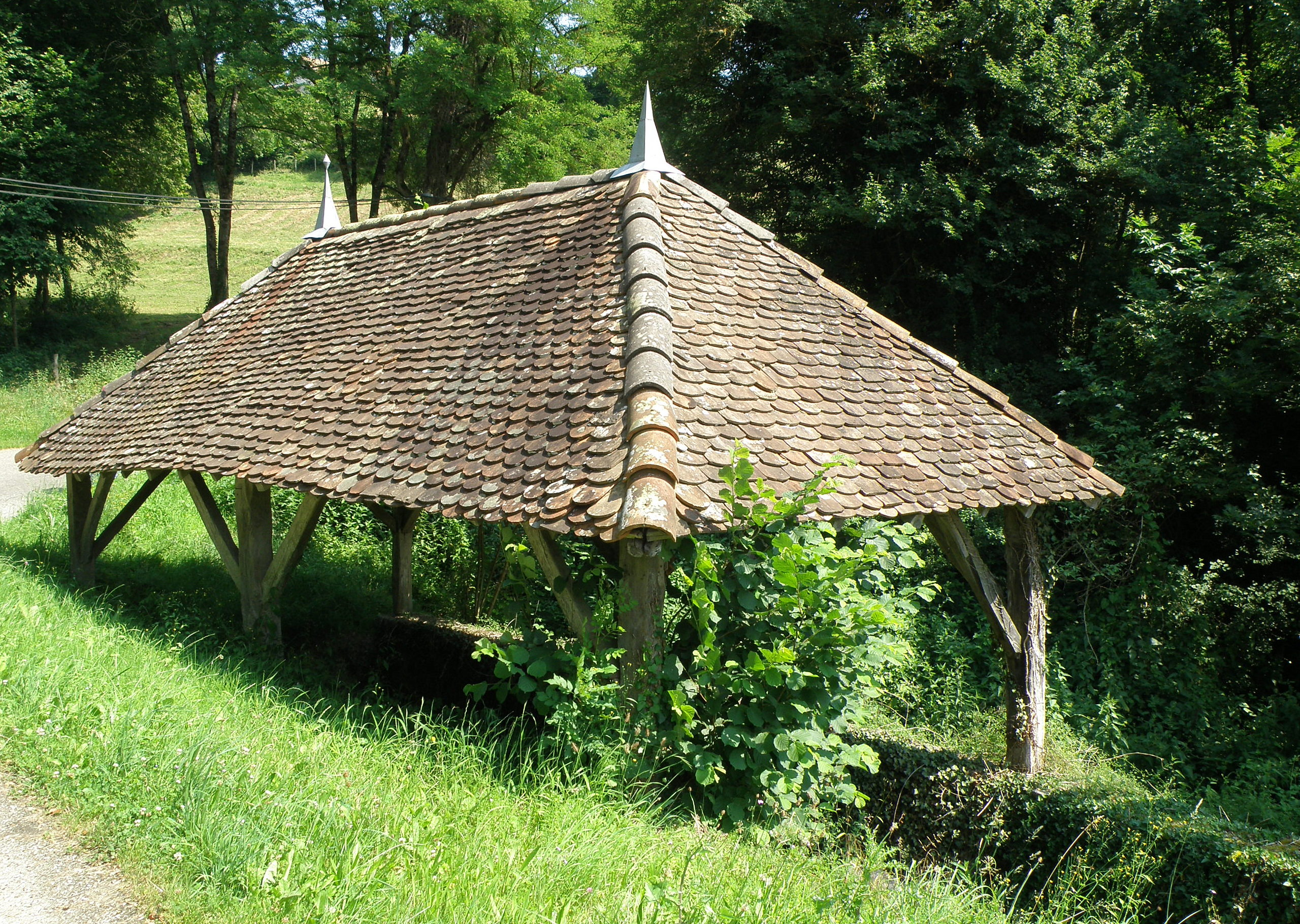
Lavoir im Ortsteil
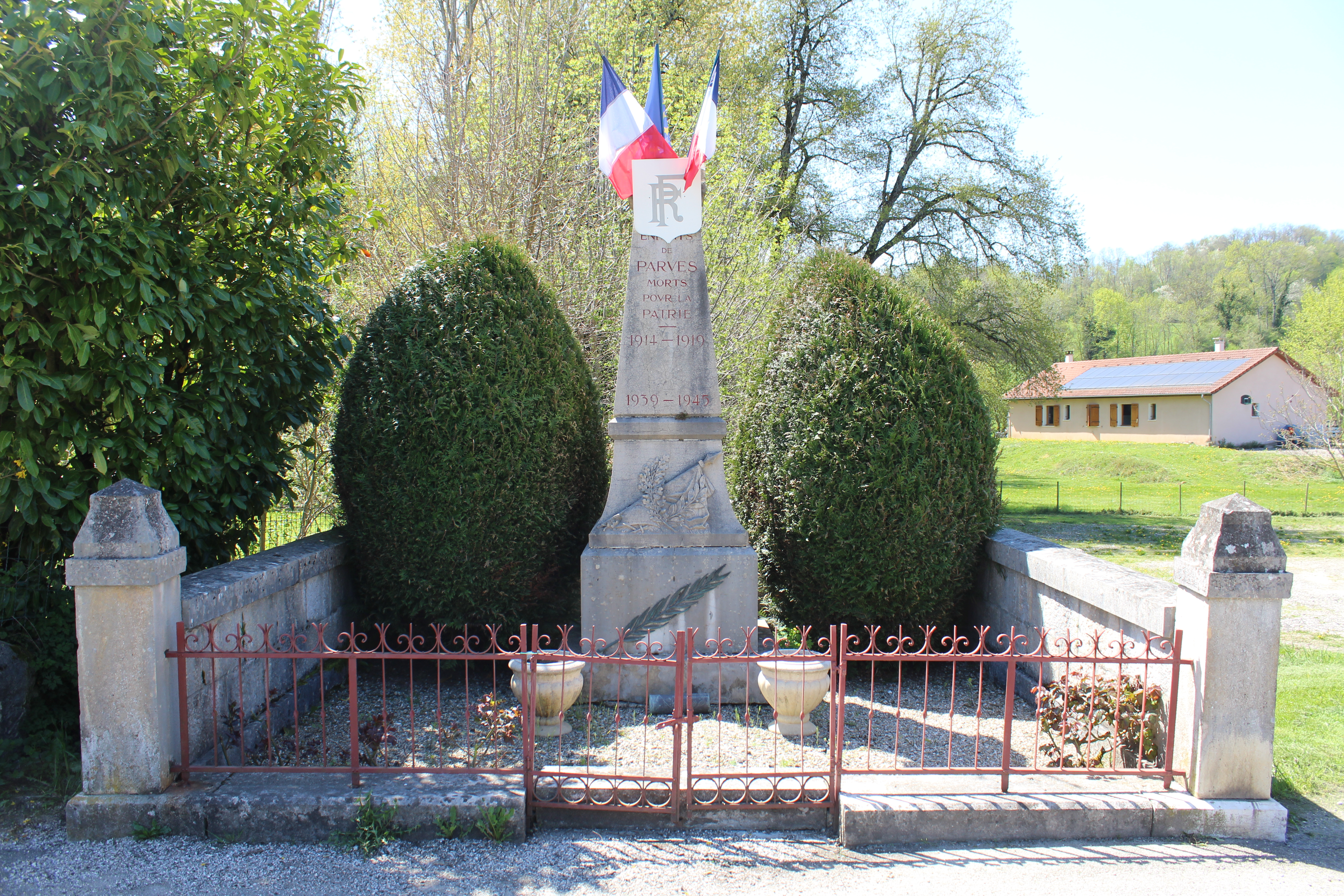
Gefallenendenkmal in Parves
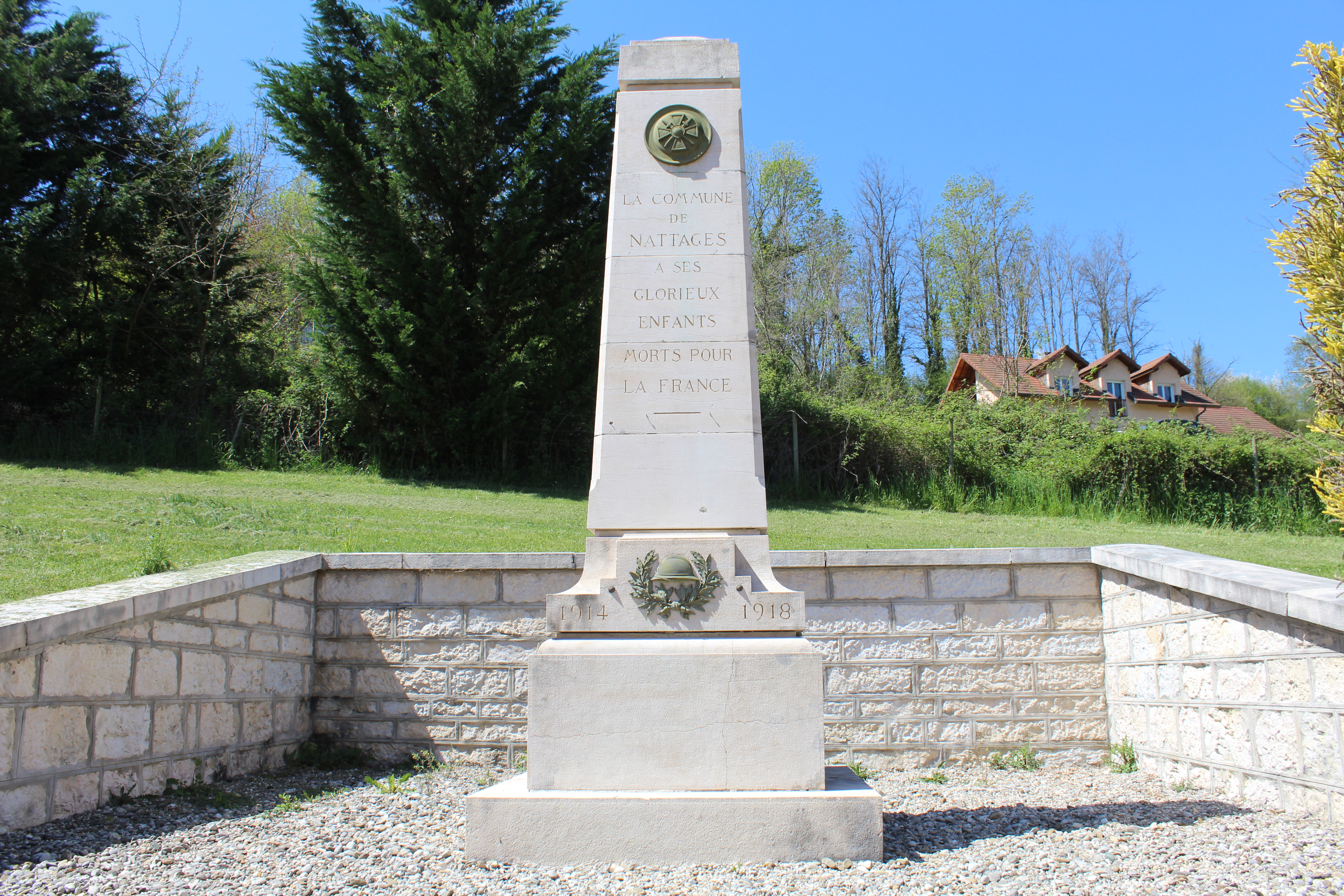
Gefallenendenkmal in Nattages